# What's Your Name? (canção de 4Minute)
"What's Your Name?" é uma canção do girl group sul-coreano 4Minute. Foi composta e produzida por Brave Brothers. O single foi lançado para rádio como faixa principal do quarto mini-álbum do grupo, intitulado Name Is 4Minute, 26 de abril de 2013, através da Cube Entertainment. A canção tornou-se o primeiro single do grupo a alcançar o primeiro lugar da Gaon Singles Chart.

## Lançamento
Em 17 de abril, a Cube Entertainment divulgou uma imagem teaser do grupo e cinco imagens teasers individuais, que retraram as garotas em cenários e tons de néon inspirados na fantasia. Em 19 de abril, "What’s Your Name?" foi confirmada como faixa-título. Foi lançado um videoclipe estrelado pelos comediantes do Gag Concert, em que é perguntado a eles "What’s Your Name?" e eles dão suas respostas.
O mini-álbum foi concebido para ser lançado em 25 de abril, no entanto, devido à gravações adicionais do videoclipe para a faixa-título "What's Your Name?", em 19 de abril a Cube adiou o lançamento para o dia 26
Em 29 de abril de 2013, 4Minute lançou o vídeo de ensaio de dança para "What's Your Name?".

## Promoção
O grupo promoveu a faixa-título "What's Your Name?" nos programas musicais juntamente com a faixa "Whatever". Elas apresentaram no Music Bank da KBS, Show! Music Core da MBC, Inkigayo da SBS e M! Countdown Mnet, no período de 26 a 28 de abril.
Em 6 de maio, Hyuna desmaiou devido a febre alta e desidratação, e foi hospitalizada em 7 de maio. A Cube anunciou que as outras quatra integrantes iriam continuar com as promoções e performances. Hyuna voltou ao grupo para a apresentação de 16 de maio no M! Countdown

## Videoclipe
Vídeos teasers foram lançados na semana anterior ao lançamento: em 20 de abril, o vídeo teaser Hyuna foi lançado. Em 21 de abril, foi a vez dos vídeos de Gayoon & Sohyun. Em 22 de abril, o teaser de Jiyoon foi lançado e em 23 de abril, o vídeo de Jihyun.
Em 25 de abril, o 4Minute liberou o vídeo teaser do grupo para "What’s Your Name?" e o videoclipe completo foi lançado em 26 de abril, no mesmo dia que seu EP.

## Recepção
"What's your Name?" alcançou o primeiro lugar na parada da Melon em 13 de maio de 2013. Em 23 de maio, em sua quarta semana de lançamento, a canção tornou-se o primeiro single do grupo a alcançar o todo da Gaon Singles Chart. Também alcançou a primeira posição na Billboard K-Pop Hot 100 em 1º de junho de 2013.

## Desempenho nas paradas
| Parada                       | Melhor posição |
| ---------------------------- | -------------- |
| Gaon Singles chart           | 1              |
| Gaon Local Singles chart     | 1              |
| Gaon Streaming Singles chart | 1              |
| Gaon Download Singles chart  | 1              |
| Gaon BGM chart               | 3              |
| Gaon Mobile Ringtone chart   | 2              |
| Gaon Karaoke chart           | 6              |
| Billboard K-Pop Hot 100      | 1              |

What's Your Name?
| País          | Vendas de estreia                    | Vendas totais                          | Período na parada |
| ------------- | ------------------------------------ | -------------------------------------- | ----------------- |
| Coreia do Sul | 138.594 (somente downloads digitais) | 1.409.756 (somente downloads digitais) | 18 semanas        |

## Créditos
- Jihyun - vocais
- Gayoon - vocais
- Jiyoon - vocais
- Hyuna - vocais, rap
- Sohyun - vocais
- Brave Brothers - produção, composição, arranjo, música